# Helan och Halvan i Familjeidyll
Helan och Halvan i Familjeidyll (engelska: Brats) är en amerikansk komedifilm med Helan och Halvan från 1930 regisserad av James Parrott.

## Handling
Helan och Halvan har varsin fru och son. Medan fruarna är ute en kväll tar Helan och Halvan hand om barnen. Helan och Halvan sitter och spelar schack, medan barnen bråkar med varandra. Till slut blir barnen beordrade om att gå upp på rummet och gå och lägga sig.

## Om filmen
När filmen hade Sverigepremiär 31 januari 1932 på Göta Lejon gick den under titeln Helan och Halvan i Familjeidyll. Alternativa titlar till filmen är Familjeidyll och Lika barn leka bäst (1946).
Filmen är inspirerad av två stumfilmer som duon gjorde på egen hand, innan de blev Helan och Halvan; Playmates från 1918 med Oliver Hardy och Mother's Joy från 1925 med Stan Laurel.
I filmen har Helan och Halvan dubbelroller och spelar sina egna söner. Konceptet med dubbelroller kom att återanvändas i duons senare filmer Helan och Halvan som svågrar som utkom 1933 och Bröder i kvadrat som utkom 1936.
Det finns två versioner av filmen. En originalversion från 1930 och en nydistribution från 1937 där musik av Leroy Shield lades till. Båda versionerna finns utgivna på DVD och Blu-ray.
Filmen har även spelats in i versioner på tyska och franska där Helan och Halvan själva pratar tyska och franska. Båda versionerna har gått förlorade.
I filmen förekommer ett foto på Jean Harlow.

## Rollista
- Stan Laurel – Stan (Halvan), Stan jr
- Oliver Hardy – Ollie (Helan), Ollie jr[2]